# 馬忠 (蜀漢)

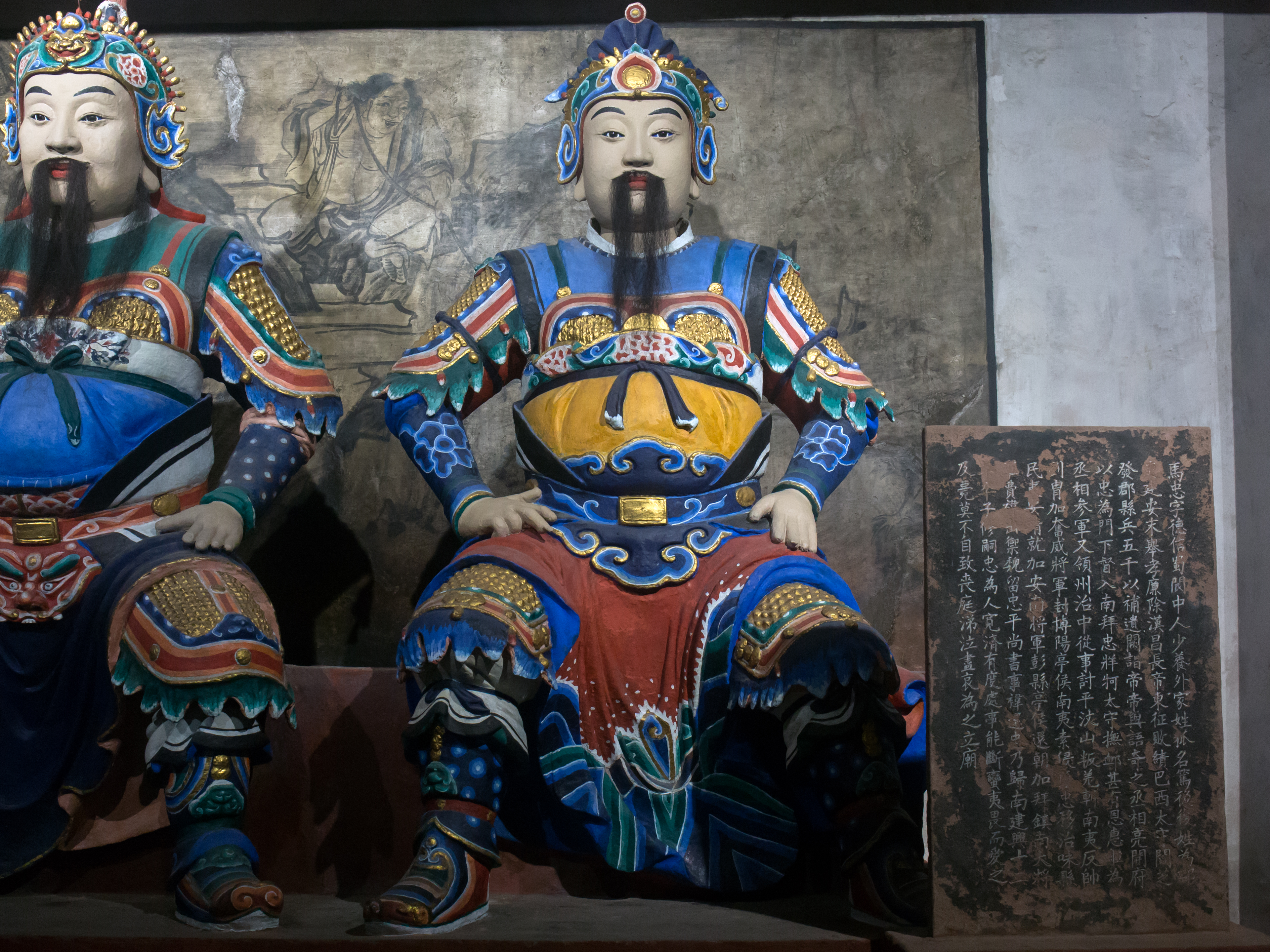
成都武侯祠马忠像

馬忠（？—249年），字德信，原名狐笃，后改回本姓马，更名忠，益州巴西阆中人，三國時期蜀漢北伐重要將領，官至鎮南將軍，封彭鄉亭侯。

## 生平

### 撫育恤理
馬忠少時在外家受撫育，原名狐篤，後改回本姓馬，更名為忠。早年曾任郡吏，东汉建安（196年-220年）末年举為孝廉，除汉昌长。222年，劉備於夷陵之戰大败，巴西太守阎芝眾县徵召五千人為補缺，派馬忠送往。劉備逃至永安（今奉节县），接见馬忠並和他談話後，對刘巴說：「虽亡黄权，复得狐笃，此为世不乏贤也。（虽然沒有了黄权，但又得到狐笃（馬忠），這是世上不缺乏賢士呀。）」
223年，丞相諸葛亮开府，任馬忠为门下督。225年，諸葛亮南征，拜馬忠為牂牁太守。郡丞朱褒造反，不久被平定，馬忠對南人抚養、教育，甚有威望、恩惠（詳見諸葛亮南征）。230年，被召为丞相参军，副长史蒋琬署留府事。又领有州治中从事。明年，诸葛亮北伐，出兵祁山，馬忠受諸葛亮所託，治理南人的事務。

### 擾而能毅
後督牙門將张嶷等讨伐汶山羌人叛亂。233年，南夷豪帅劉胄造反，騷擾多郡。朝廷徵庲降都督张翼歸还，以馬忠代平亂事，遂大敗、斩殺劉胄，平定南土。加為监军奋威将军，封博阳亭侯。
最初，庲降都督駐地在牂柯郡平夷县，益州耆帥雍闓杀建寧太守正昂及縛張裔到吴，后叛亂雖平定，但南中依然不安定，馬忠到任后為加強南中統治將治所移至建寧郡味縣，身處在夷人之中。而越巂郡又已失去很長時間，馬忠便率越巂郡太守张嶷重據越巂，所以被加為安南将军，进封彭乡亭侯。242年还朝，至漢中见大司马蒋琬，宣传诏旨，加拜镇南大将军。244年春天，大将军费祎到北方防魏，留馬忠在成都平尚书事。费祎还，馬忠便南歸。249年逝世。

## 人物
馬忠为人宽容、濟弱而有度量，喜歡詼諧大笑，忿怒不形於色。处事決断，威恩并行，所以蛮夷對他又畏又爱。死時，眾人都去致喪，流涕悲痛，为他立庙作祭祀。

## 家庭

### 子
- 馬脩，馬忠長子。
- 馬恢，馬忠次子。
- 马融，晋交阯太守。[1]

### 孫
- 馬义，馬恢之子。晋朝時任建宁太守。

## 評價
《三國志》評曰：「黄权弘雅思量，李恢公亮志业，吕凯守节不回，马忠扰而能毅。王平忠勇而严整，张嶷识断明果，咸以所长，显名发迹，遇其时也。」
劉備：「虽亡黄权，复得狐笃，此为世不乏贤也。」

## 延伸阅读
[在维基数据编辑]
 《三國志/卷43》，出自陳壽《三國志》
 在维基共享资源阅览影像
| 前任： 張翼 | 蜀汉庲降都督 233年—249年 | 繼任： 张表 |